# 挽卿縣
挽卿區，或譯曼卿區，是泰國首都曼谷轄下的50個区之一。挽卿縣總面積為42.123平方公里。

## 概述
根據泰國官方於2017年所作的人口調查數據顯示：居住於挽卿縣的總人口數量為190681人。挽卿縣的人口密度為4,526.76人/平方公里。
截至2018年，泰國陸軍第11步兵師在挽卿縣佔據了3000萊（480公頃；1,200英畝）的土地。
挽卿縣縣議會有八名成員，任期四年。上次選舉於2006年4月30日舉行。泰愛泰黨贏得了所有八個席位。